# Estación de Trinitat Nova
La estación Trinitat Nova es una estación del Metro de Barcelona perteneciente a las líneas 3, 4 y 11 ubicada en el barrio del mismo nombre del distrito Nou Barris (Nueve Barrios) al noroeste de la Ciudad Condal. Esta estación está ubicada a 50 metros de profundidad, lo que la hace la segunda más profunda de toda la red de metro de Barcelona, solo por detrás de la del Coll|La Teixonera.
La estación se inauguró en 1999, con la entrada en servicio de la prolongación de la L4 desde Via Júlia (entonces Roquetes) hasta Trinitat Nova, aprovechando el túnel de los talleres. La estación está situada bajo la calle Aiguablava, entre las calles de la Pedrosa y de la Fosca y justo al lado de los talleres de las líneas 4 y 11. 
El 4 de octubre de 2008 se inauguró la prolongación a esta estación de la línea 3 de metro al ser ampliada desde Canyelles hasta Trinitat Nova. Está previsto que la L3 se alargue hasta la estación de Trinitat Vella (actualmente de la línea 1).
La estación dispone de un vestíbulo a cada extremo. El primero de ellos tiene acceso a pie plano desde la calle de la Pedrosa y está situado a un nivel inferior al que están las vías. Este vestíbulo tiene máquinas de venta de billetes, taquilla y las puertas de control de acceso al andén. En el otro extremo, con acceso desde la calle Aiguablava, hay un vestíbulo situado por encima el nivel de las vías. Así pues, los trenes circulan por un nivel intermedio entre el vestíbulo de un lado y del otro, nivel formado por dos vías con andén central. Hasta mediados de 2021 los convoyes de la línea 4 solían usar la vía del lado mar, ya que la otra vía estaba reservada para los trenes de la línea 11, inaugurada en 2003, donde esta estación es su final.
En 2021 se ejecutaron obras de construcción de una nueva andén para la L11 con los objetivos de:
- segregar los andenes de las líneas 4 y 11
- incrementar las frecuencias de la L4 en hora punta
- permitir la conducción automática de la L11 en todo el tramo.[1]

Pero finalmente, las obras propiciaron un nuevo andén muy estrecho para la L11 con una añadida sensación claustrofóbica para los pasajeros, aumentada por las nuevas puertas para la conducción automática. Las obras han recibido numerosas quejas por parte de los usuarios, aunque que ni la Generalitat ni TMB han dado opciones de mejora o de ampliación.
Con todo, y aunque menos que antaño por las obras, Trinitat Nova resulta ser la estación de enlace entre líneas de metro más directo de Barcelona. El enlace entre vestíbulos y andenes se realiza mediante escaleras, escaleras mecánicas y en el caso del vestíbulo de la calle de la Pedrosa también mediante ascensor.

## Líneas y conexiones
| << cabecera        | < estación | línea | estación >                     | cabecera >>                    |
| ------------------ | ---------- | ----- | ------------------------------ | ------------------------------ |
| Metro              |            |       |                                |                                |
| Zona Universitària | Roquetes   |       | terminal Trinitat Vella (2027) | terminal Trinitat Vella (2027) |
| terminal           | terminal   |       | Via Júlia                      | La Pau                         |
| terminal           | terminal   |       | Casa de l'Aigua                | Can Cuiàs                      |